# Robert Cialdini

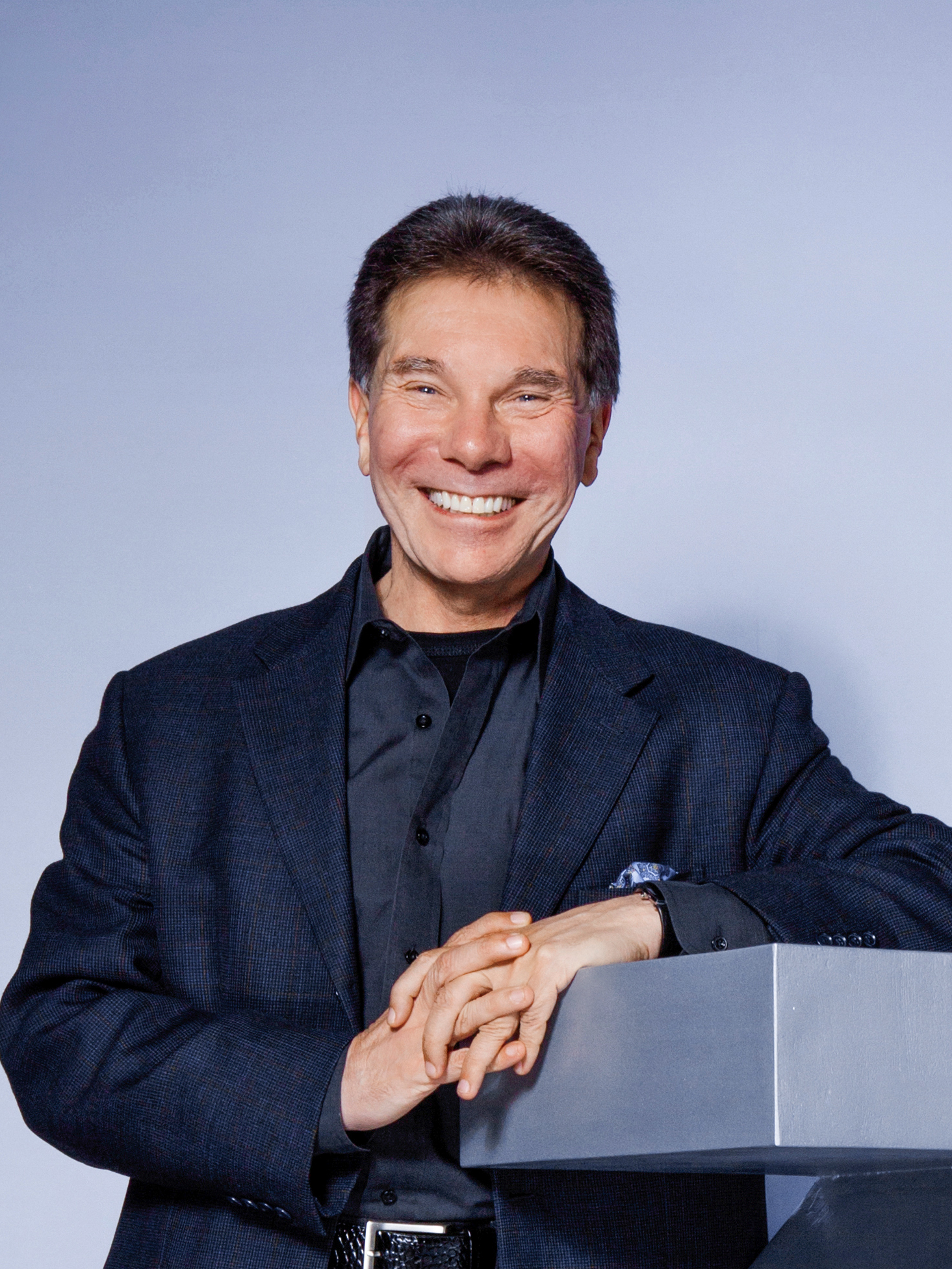
Robert Cialdini, 2012

Robert Beno Cialdini (* 27. April 1945 in Milwaukee) ist ein US-amerikanischer Psychologe und emeritierter Professor für Psychologie und Marketing der Arizona State University und Geschäftsführer des Beratungsunternehmens Influence at Work. Er gilt als wichtiger Wegbereiter der Überzeugungsarbeit und entwickelte die sieben Schlüsselprinzipien der Überzeugung.

## Ausbildung, Wirken
An der University of Wisconsin erhielt Cialdini 1967 den Bachelor of Science. und studierte in Folge von 1967 bis 1970 an der University of North Carolina und schloss mit dem Ph.D. ab. Ein postdoc absolvierte er an der Columbia University und lehrte mit Gastaufträgen an der Ohio State sowie der Stanford University. An der Arizona State University hatte er von 1979 bis 2009 eine Professur und abschließend die Regents’ Emeritus Professur für Psychologie und Marketing inne.
Robert Cialdini gründete das Unternehmen Influence at Work. „Increase your Influence“ lautet das Unternehmensziel. Das Beratungsunternehmen unterstützt international Organisationen dabei, ihre Umsätze zu steigern und ihre Glaubwürdigkeit zu erhöhen. Zur Anwendung kommen dabei die von Cialdini etablierten Überzeugungsstrategien und darauf aufbauende Workshops wie der „Principles of Persuasion (POP)“ Workshop. Dabei fokussiert Cialdini auf die ethische Umsetzung und entwickelte einen Code of Ethics mit ethischen Richtlinien für die Anwendung seiner Überzeugungsstrategien.
2018 wurde Cialdini in die American Academy of Arts and Sciences gewählt, 2019 in die National Academy of Sciences. Der Robert-B.-Cialdini-Preis von der Gesellschaft für Persönlichkeits- & Sozialpsychologie (Society for Personality and Social Psychology) ist nach Robert Cialdini selbst benannt. Mit diesem Preis werden Autoren ausgezeichnet, die sozialpsychologische Phänomene am bestens erklären und gleichzeitig die Relevanz für dieses Forschungsgebiet über die akademischen Grenzen hinweg aufzeigen. Vor allem die Verwendung von Feldforschungsmethoden und -kontexten steht im Vordergrund.
Sowohl für Obama als auch Hillary Clinton war Cialdini Mitglied der Wahlkampfteams 2012 und 2016 und unterstütze unter anderem durch die Anwendung seiner Schlüsselprinzipien der Überzeugung. Als Experte für sozialen Einfluss wurde er als Berater von der Regierung des Vereinigten Königreichs und der NATO hinzugezogen.

## Werk
Robert Cialdini gilt als einer der bedeutendsten Sozialpsychologen und veröffentlichte über 200 wissenschaftliche Artikel, Berichte und Bücher. Er beschäftigte sich vorwiegend mit Überzeugungsstrategien und forschte auch zur Foot-in-the-door-Technik, Door-in-the-face-Technik und Low-ball-Technik. Cialdini entwickelte den Full-Cycle-Ansatz für die sozialpsychologische Forschung, bei welchem Feldbeobachtungen, Experimente und Theorie integriert werden sollen.
Cialdinis bekanntestes Buch, Die Psychologie des Überzeugens (1984), verkaufte sich über drei Millionen Mal und wurde in dreißig Sprachen übersetzt. Die englischsprachige Version Influence: Psychology of Persuasion war ein New York Times Business Bestseller und schaffte es auf die Liste „100 Best Business Books of All Time“ der CEO Read. Das Buch basiert einerseits auf experimentellen Studien, andererseits auf teilnehmenden Beobachtung, die Cialdini drei Jahre lang durchführte. Dabei schleuste er sich „undercover“ in die Praxis der Überzeugungsstrategien ein – unter anderen als Verkäufer oder Werbefachmann. Einfluss beruht nach ihm auf sechs Schlüsselprinzipien: Reziprozität, Engagement und Konsistenz, sozialer Beweis, Autorität, Sympathie, Knappheit. 2016 ergänzte er das Prinzip der Einheit mit anderen. Analysiert werden dabei z. B. Verkaufstechniken. Cialdini hält seine Vorschläge für ethisch gerechtfertigt, da er seine Bücher aus Sicht der potentiell Betroffenen schreiben würde und diese damit in die Lage versetze, Methoden der sozialen Beeinflussung zu erkennen.
Sein Buch Pre-suasion: Wie Sie bereits vor der Verhandlung gewinnen, erschien im Februar 2017 auf Deutsch. Inhalt sind vorwiegend sozialwissenschaftliche Erkenntnisse aus Cialdinis Forschung zur Überzeugung. Mit „Pre-suasion“ ist der Schritt vor der eigentlichen Überzeugungsarbeit gemeint – hier sollen die Empfänger auf die Botschaft vorbereitet werden, um die gewünschte Reaktion wahrscheinlicher zu machen und eher überzeugen zu können.

## Ehrungen und Auszeichnungen
- 1996: Distinguished Alumnus Award (Psychology)
- 2000: Distinguished Scientific Achievement Award
- 2003: Donald T. Campbell Award for Distinguished Contributions in Social Psychology
- 2006: The Peitho Prize for Distinguished Contributions to the Science of Social Influence
- 2009: Distinguished Scientist Award
- 2009: Outstanding Teaching Award
- 2016: Western Psychological Association Lifetime Achievement Award[5][21]

## Veröffentlichungen
- Einfluss, mvg, Landsberg am Lech, 1985, ISBN 978-3-478-05970-1. (engl. Influence: The Psychology of Persuasion. 1984)
- Überzeugen im Handumdrehen, mvg, München, 1992, ISBN 978-3-478-81127-9.
- Überzeugen mit einfachen Kniffen, Hogrefe, Bern, 2015, ISBN 978-3-456-85524-0.
- Pre-suasion: Wie Sie bereits vor der Verhandlung gewinnen, Campus, Frankfurt, 2017, ISBN 978-3-593-50507-7.
- Die Psychologie des Überzeugens, Hogrefe, Bern, 2017, ISBN 978-3-456-85720-6.
- Yes! Andere überzeugen, Hogrefe, Bern, 2018, ISBN 978-3-456-85853-1.

## Einzelbelege
1. 1 2  Dr. Robert Cialdini - Speaker, Author, Influencer. In: Influence at Work. Abgerufen am 25. November 2024 (amerikanisches Englisch).
2. 1 2 3  Dr. Robert Cialdini Influence - Training & Keynotes. In: Influence at Work. Abgerufen am 13. Dezember 2024 (amerikanisches Englisch).
3. ↑  Robert B. Cialdini. In: Website der Society for Personality and Social Psychology. Abgerufen am 25. November 2024.
4. ↑  Dr. Robert B. Cialdini In: Website der American Academy of Arts and Sciences. Abgerufen am 24. November 2024
5. 1 2  Robert B. Cialdini In: Website der National Academy of Sciences. Abgerufen am 24. November 2024
6. ↑  Cialdini Prize. In: Society for Personality and Social Psychology. Abgerufen am 24. November 2024 (englisch).
7. ↑  Claudia Fromme, Silke Wichert: Cialdini - Wie man Menschen überzeugt In: Süddeutsche Zeitung. Abgerufen am 20. November 2024
8. ↑  Lea Ernst: Die Psychologie des Überzeugens. In: Blick. 20. Mai 2023, abgerufen am 13. Dezember 2024 (Schweizer Hochdeutsch).
9. ↑  Douglas T. Kenrick, Noah J. Goldstein, Sanford L. Braver: Six Degrees of Social Influence: Science, Application, and the Psychology of Robert Cialdini. Oxford University Press, Cary 2014, ISBN 978-0-19-974305-6.
10. ↑  Robert Ewing: Department of Psychology unveils the Robert B. Cialdini Social Psychology Laboratories. In: Arizona State University News. Abgerufen am 17. Dezember 2024.
11. ↑  Robert Cialdini. In: Arizona State University News. Abgerufen am 17. Dezember 2024.
12. ↑  Cialdini, R. B., Vincent, J. E., Lewis, S. K., Catalan, J., Wheeler, D. & Darby, B. L. (1975). Reciprocal concessions procedure for inducing compliance: The door-in-the-face technique. Journal Of Personality And Social Psychology, 31(2), 206–215. doi:10.1037/h0076284
13. ↑  Guadagno, R. E., Asher, T., Demaine, L. J. & Cialdini, R. B. (2001). When Saying Yes Leads to Saying No: Preference for Consistency and the Reverse Foot-in-the-Door Effect. Personality And Social Psychology Bulletin, 27(7), 859–867. doi:10.1177/0146167201277008
14. ↑  Cialdini, R. B., Cacioppo, J. T., Bassett, R. & Miller, J. A. (1978). Low-ball procedure for producing compliance: Commitment then cost. Journal Of Personality And Social Psychology, 36(5), 463–476. doi:10.1037/0022-3514.36.5.463
15. ↑  Mortensen, C. R. & Cialdini, R. B. (2009). Full-Cycle Social Psychology for Theory and Application. Social And Personality Psychology Compass, 4(1), 53–63. doi:10.1111/j.1751-9004.2009.00239.x
16. ↑  Jan Mörgenthaler: Mit den 6 Prinzipien der Überzeugung zu mehr Erfolg im Business. In: Exali. Abgerufen am 25. November 2024.
17. ↑  Robert B. Cialdini: Die Psychologie des Überzeugens: Wie Sie sich selbst und Ihren Mitmenschen auf die Schliche kommen. Hogrefe, Bern, 2017, ISBN 978-3-456-85720-6.
18. ↑  Tom Butler-Bowdon: 50 Klassiker der Psychologie: die wichtigsten Werke. mvg, Heidelberg 2007, ISBN 978-3-636-06287-1, S. 120 ff.
19. 1 2  Robert Cialdini: Pre-suasion: Wie Sie bereits vor der Verhandlung gewinnen, Campus, Frankfurt, 2017, ISBN 978-3-593-50507-7.
20. ↑  Marie-Thérèse Fleischer: Vorbereitung zum Überreden. In: Spektrum. Abgerufen am 13. Dezember 2024.
21. ↑  Curriculum Vitae - Robert Cialdini Abgerufen am 13. Dezember 2024

| Personendaten    | Personendaten                              |
| ---------------- | ------------------------------------------ |
| NAME             | Cialdini, Robert                           |
| ALTERNATIVNAMEN  | Cialdini, Robert Beno (vollständiger Name) |
| KURZBESCHREIBUNG | US-amerikanischer Psychologe               |
| GEBURTSDATUM     | 27. April 1945                             |
| GEBURTSORT       | Milwaukee                                  |